# Çiçekli, Bayburt
Çiçekli là một xã thuộc thành phố Bayburt, tỉnh Bayburt, Thổ Nhĩ Kỳ.